# Øverbø
Øverbø är en tätort i Siljans kommun i Telemark fylke i södra Norge. Orten ligger där fylkesväg 32 korsar Siljanelva, nordöst om kommunens centralort Siljan.